# Calyciphora
Genre
Calyciphora est un genre de lépidoptères (papillons) de la famille des Pterophoridae.

## Espèces
- Calyciphora acarnella (Walsingham, 1898)
- Calyciphora adamas (en) (Constant, 1895)
- Calyciphora albodactylus (Fabricius, 1794)
- Calyciphora golestanica (en) Alipanah & Ustjuzhanin, 2005
- Calyciphora homoiodactyla (en) (Kasy, 1960)
- Calyciphora marashella (en) Zagulajev, 1986
- Calyciphora nephelodactyla (en) (Eversmann, 1844)
- Calyciphora xanthodactyla (Treitschke, 1833)